# Klingenthal (Frankrijk)
Klingenthal is een dorp dat door de beek Ehn in tweeën gedeeld wordt. De ene helft ligt in de gemeente Bœrsch en de andere in de gemeente Ottrott, in het Franse departement Bas-Rhin.
Het dorp staat bekend om de productie van witte wapens tussen 1730 en 1962.

## Historische hoogtepunten
- In 1730 wordt de Koninklijke Franse Slag- en Steekwapenfabriek gesticht.
- In 1792 wordt na de Franse Revolutie de naam gewijzigd in Staats-Slag- en Steekwapenfabriek.
- In 1804 veranderd de naam in Keizerlijke Slag- en Steekwapenfabriek.
- In 1815 krijgt de fabriek weer het predicaat "Koninklijk".
- In 1838 wordt de naam gewijzigd naar Entreprises Coulaux Ainé et Compagnie.
- In 1840 alweer naar Entreprises Coulaux et Compagnie.
- In 1925 wordt het een naamloze vennootschap onder de naam Coulaux et Compagnie S.A.
- In 1962 sluit de laatste wapensmederij in Klingenthal haar deuren.

## Geschiedenis
Tot aan het eind van de 18e eeuw beschikt Frankrijk niet over een eigen productie van gesmede klingen voor slag- en steekwapens. Het land importeerde deze klingen uit het Westfaalse Solingen. Koning Lodewijk XV besloot aan deze situatie een einde te maken en gaf zijn staatssecretaris van Oorlog, Nicolas Prosper Bauyn d'Angervillier, opdracht om een klingwapenfabriek te stichten binnen de grenzen van zijn koninkrijk. Op 15 juli 1730 verleent de koning tevens patentbrieven ter vestiging van een Koninklijke Steek- en slagwapenfabriek in de Elzas. Henri Anthès exploiteert in die tijd verschillende smederijen in de Opper-Elzas (het hedendaagse departement Haut-Rhin). Hij kiest voor het Ehndal, stroomopwaarts van Obernai, omdat daar de nodige waterkracht aanwezig is om de fabriek te kunnen aandrijven en vanwege de aanwezigheid van grondstoffen voor de bouw en exploitatie van de fabriek, zoals hout en zandsteen. De nabijheid van de Rijn maakt de weg vrij voor aanvoer van staal vanuit Siegen en uit het arsenaal van Straatsburg en voor de verkoop van wapens. Bovendien voelden de gastarbeiders uit Solingen zich hier meer thuis, doordat in deze streek het Elzassisch, een Hoogduits dialect, werd gebezigd.